# 高哈爾紹德
高哈爾紹德（波斯語：‎；？—1457年7月19日），帖木兒帝國皇帝沙哈魯的皇后，她是貴族吉阿斯·烏德-丁·答剌罕的女兒。

## 婚姻
她可能在1388年與沙哈魯結婚，1394年生兀魯伯。這是一段成功的婚姻，她也在沙哈魯統治時代發揮重要作用。
在她贊助下，波斯語與波斯文化在帖木兒帝國得到繁榮發展。她和她的丈夫帶領波斯文化復興，吸引他們的宮廷藝術家，建築師和哲學家和詩人，如賈米，很多赫拉特當時的精緻建築保留至現在。

## 後期
1447年沙哈魯死後，她使最喜歡的孫兒即位，之後出任攝政10年，在1457年80歲左右時被卜撒因處決，在赫拉特安葬。

## 傳說
在2003年，阿富汗喀布爾一所新成立女子大學以她命名。
在伊朗呼羅珊馬什哈德也有一座以她命名的清真寺，建於1418年。